# Haloareno
Em química orgânica, um haloareno, halogenoareno ou haleto de arila, é um composto orgânico no qual um átomo de halogênio é ligado a um átomo de carbono o qual é parte de um anel aromático. Os haloarenos são estudados separadamente dos haloalcanos porque exibem muitas diferenças nos métodos de preparação e propriedades.